# Jean-Pierre Gilson
Pour les articles homonymes, voir Gilson.
Jean-Pierre Gilson (25 avril 1948 à Compiègne en France - ) est un photographe français spécialisé dans la photographie de paysage.

## Biographie
Jean-Pierre Gilson se consacre à une photographie d’auteur ayant pour thème central le paysage. Il a réalisé plus d’une centaine d’expositions et publié de nombreux livres depuis les années 1980.
- Scotland (1991) ;
- Ireland (1998) ;
- Territoires de France (2002) ;
- Rivages (2006).

L'Écosse et l’Irlande, la France, la nuit… ont fait l’objet d’une centaine expositions :
- Washington (Ambassade de France et Ewing Gallery), Tokyo (Pentax Forum), Londres (Photographers Gallery), Rome (Ambassade de France), Milan (Galerie Diaframm), Gaza, Rabat, Jérusalem, Francfort (Pont Holbein) et autres ;
- Paris, (grilles du jardin du Luxembourg, Sénat), Marseille, Bordeaux, Strasbourg, Toulouse (Galerie du Château d'Eau), Arles (École nationale de la photographie), Chalon-sur-Saône (Musée Nicéphore-Niépce) et autres.

Le Fonds national d'art contemporain, la Bibliothèque nationale, la Collection Polaroïd et d'autres ont fait l'acquisition de certaines de ces photographies.

## Publications
- Claude Monet à Giverny", - Éd. de La Martinière 2013 ;
- Images en Seine" , - Éd. Point de vues 2012 ;
- Compiègne", La ville la forêt l’agglomération, Préface Jean Tulard - Éd. Diaphane 2011 ;
- Paysages, Texte de jacques Drillon, Éd. Le Temps qu'il fait, 2007
- Rivages, Texte de Pierre Devin, Éd. Centre régional de la photographie du Nord, 2006
- Scotland, Texte de Jacques Darras, Éd. Castor et Pollux, 2004
- Territoires de France, Éd. Marval, 2002
- Ireland, Texte de Fergus Linehan, Éd. Marval, 1998
- Le don du silence, Texte de Jacques Drillon, Éd. Ouest-France, 1995
- Compiègne en sa forêt, Préface de Jean Favier, Éd. Plon, 1994
- Scotland, Texte de Jacques Roubaud, Éd. Créaphis, 1991
- Les carmélites de Compiègne, Préface d'André Frossard, Éd. Médialogue, 1989

Il est coauteur de :
- La vie de la forêt", - Éd. de La Martinière 2009 ;
- La première guerre mondiale", - Éd. de La Martinière 2007 ;
- La Normandie des photographes", - Éd. des Falaises 2006 ;
- La bataille de la Somme", - Éd. Somogy 2006,
- La terre", - Éd. du Chêne 2006 ;
- Le Plateau Picard", 1995 ;
- Des regards et des vies ... parce que le bonheur n'a pas d'âge, préface de Jean Ferniot, photographies de Jean-Pierre Gilson, Jean-Marc Zaorski, Michel Thersiquel, Patrice Bouvier, Bernard Guéry, Line Rossignol, éditions Contrejour, Paris, 1991
- Le Plateau Picard, 1995.